# راهول درافيد

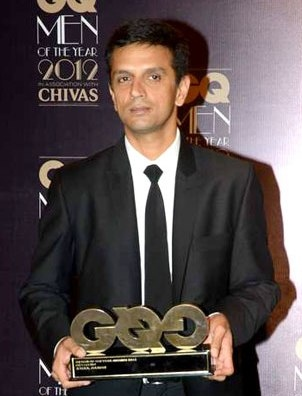
راهول درافيد في سنة 2012

راهول درافيد (بالإنجليزية: Rahul Dravid)‏ هو لاعب كريكت هندي ولد في يوم 11 يناير 1973 في مدينة إندور في الهند لعائلة مراثية من بنغلور، كان قائد سابق لمنتخب الهند الوطني للكريكت ويعتبر أحد أفضل لاعبيها في التاريخ حيث بدأ بلعب الكريكت في سنة 1990 وإعتزل في سنة 2014.

## روابط خارجية
- راهول درافيد على موقع إي آس بي آن كريك إنفو (الإنجليزية)